# Estany del Tec
L'Estany del Tec és una extensa zona inundable, de més d'11 hectàrees de superfície, del municipi de Castelló d'Empúries.
Una extensa xarxa de canals de drenatge, construïts inicialment amb la finalitat de dessecar i reconvertir l'estany en conreus, permeten que el propietari dels terrenys, el qual s'ha acollit a un programa subvencionat de mesures agroambientals, l'inundi o el desguassi d'acord amb les necessitats de conservació de l'espai. Gràcies a aquestes mesures d'abandonament de les activitats agrícoles, s'està facilitant la recuperació de la vegetació natural, d'entre la qual destaca un extens canyissar.
Pel que fa a la fauna, en els canals de drenatge sobreviuen espècies tan emblemàtiques com el fartet (Aphanius iberus), que hi té una població consolidada.
L'espai forma part del Parc Natural dels Aiguamolls de l'Empordà i s'inclou, també, dins l'espai del PEIN i la Xarxa Natura 2000 ES0000019 "Aiguamolls de l'Empordà". A més, presenta una quarta figura de protecció: la Reserva natural integral d'"Els Estanys".